# 1985 en arts plastiques
| Années des arts plastiques : 1982 - 1983 - 1984 - 1985 - 1986 - 1987 - 1988    |
| Décennies des arts plastiques : 1950 - 1960 - 1970 - 1980 - 1990 - 2000 - 2010 |

Cette page concerne l'année 1985 en arts plastiques.

## Événements
- 22 septembre-7 octobre : emballage du Pont Neuf par Christo.
- Fondation du collectif d'artistes québécois .(La Société de conservation du présent).

## Naissances
- 4 juin : Leon Botha, peintre et disc jockey sud-africain († 5 juin 2011),

## Décès
- 23 janvier : Pierre Vitali, peintre, lithographe et sculpteur français (° 13 septembre 1921),
- 4 février : Madeleine Plantey, peintre française (° 19 août 1890),
- 5 février : Lucien Langlet, peintre français (° 21 août 1927),
- 26 février : Constant Le Breton, peintre, graveur et illustrateur français (° 11 mars 1895),
- 1er mars : Yves Faucheur, peintre, décorateur et costumier de théâtre français (° 21 juillet 1924),
- 20 mars : Ruytchi Souzouki, peintre, décorateur, illustrateur, lithographe, graveur et critique d’art japonais (° 2 août 1904),
- 24 mars : Raoul Ubac, peintre, graveur et sculpteur belge (° 31 août 1910),
- 28 mars : Marc Chagall, peintre français d'origine russe (° 7 juillet 1887),
- 1er avril : Gregorio Sciltian, peintre figuratif russe (° 20 août 1900),
- 4 avril : Ramón Alva de la Canal, peintre, illustrateur et éducateur mexicain (° 29 août 1892),
- 11 avril : Fred Uhlman, écrivain et peintre britannique d'origine allemande (° 19 janvier 1901),
- 12 avril : Germain Van der Steen, peintre français (° 7 juillet 1897),
- 7 mai :
  - Luis Arenal Bastar, peintre, graveur et sculpteur mexicain (° 1909),
  - Jean Milhau, peintre français (° 21 décembre 1902),
- 12 mai : Jean Dubuffet, peintre, sculpteur et plasticien français (° 31 juillet 1901),
- 14 mai : Jean Léon, peintre français (° 28 juin 1893),
- 17 mai : Eso Peluzzi, peintre pointilliste italien (° 6 janvier 1894),
- 19 mai : Jean Viollier, peintre suisse (° 24 juillet 1896),
- 22 mai : Guy Baer, peintre suisse (° 8 février 1897),
- 23 mai : Pedro Coronel, peintre et sculpteur mexicain (° 25 mai 1923),
- 24 mai : Romano Gazzera, peintre italien (° 18 août 1906),
- 25 mai : Paul Surtel, peintre français (° 20 septembre 1893),
- 4 juin : Jacques Lestrille, peintre et lithographe français (° 26 août 1904),
- 6 juin : Lucien Schwob, peintre, dessinateur, lithographe et essayiste suisse (° 7 octobre 1895),
- 11 juin : Pierre Tal Coat, peintre, graveur et illustrateur français de l'École de Paris (° 12 décembre 1905),
- 18 juin : Paul Colin, peintre, dessinateur, costumier, scénographe, affichiste et lithographe français (° 27 juin 1892),
- 19 juin : Ilka Gedő, peintre et dessinatrice hongroise (° 26 mai 1921),
- 23 juin : Paul Seston, Paul Seston, peintre français (° 1er octobre 1905),
- 24 juin : Robert Coutelas, peintre français (° 17 mars 1930),
- 14 juillet : Marcel Schwarz, décorateur de théâtre et peintre français (° 28 décembre 1914),
- 16 juillet : Élie Grekoff, peintre et maître cartonnier français d'origine russe (° 11 octobre 1914),
- 24 juillet : Willem Minderman, artiste visuel néerlandais (° 13 août 1910),
- 1 août :
  - Alois Carigiet, peintre, dessinateur et illustrateur suisse (° 30 août 1902),
  - Jean Schwind, artiste conceptuel belge (° 25 décembre 1935),
- 13 août : Jean-Paul Brusset, peintre, peintre décorateur et illustrateur français (° 23 juin 1909),
- 21 août : David Olère, peintre et sculpteur français (° 19 janvier 1902),
- 10 septembre : Ange Abrate, peintre italien (° 21 avril 1900),
- 14 septembre :Julian Beck, acteur, metteur en scène, directeur de théâtre, poète et peintre américain (° 31 mai 1925),
- 15 septembre :
  - Marcel Dyf, peintre français (° 7 octobre 1899),
  - Paul Maïk, peintre français d'origine polonaise (° 24 janvier 1894),
- 23 septembre : Pierre Ambrogiani, peintre, graveur et sculpteur français (° 16 janvier 1907),
- 25 septembre : Enrique Lafuente Ferrari, historien de l'art espagnol († 23 février 1898),
- 29 septembre : Jean Helleu, peintre, aquarelliste et designer français († 29 novembre 1894),
- ? septembre : Christian Caillard, peintre français (° 26 juillet 1899),
- 11 octobre : Metin Eloğlu, poète et peintre turc (° 11 mars 1927),
- 23 octobre : Mario Prassinos, peintre non figuratif français d'origine grecque (° 30 juillet 1916),
- 31 octobre : Níkos Engonópoulos, peintre et poète grec (° 21 octobre 1907),
- 1er novembre : Georges Duplaix, peintre, écrivain, traducteur, agent secret et éditeur français († 26 juillet 1895),
- 8 novembre :
  - Jacques Hnizdovsky, peintre, graveur, sculpteur, dessinateur d’ex-libris et illustrateur austro-hongrois puis américain (° 27 janvier 1915),
  - André Thomkins, peintre, sculpteur et poète suisse (° 11 août 1930),
- 15 novembre : Meret Oppenheim, écrivaine, peintre, photographe et plasticienne suisse (° 6 octobre 1913),
- 21 novembre : Henri Vincenot, artiste, écrivain, peintre et sculpteur français (° 2 janvier 1912),
- 28 novembre : Karl Abt, peintre allemand (° 18 décembre 1899),
- 30 novembre : Joseph Zaritsky, peintre israélien (° 1er septembre 1891),
- 5 décembre : Marcel Pouget, peintre français (° 15 août 1923),
- 6 décembre : Edmund Wunderlich, alpiniste et peintre suisse (° 3 février 1902),
- 24 décembre : Alfred Pauletto, peintre, dessinateur, graphiste et illustrateur suisse (° 19 octobre 1927),
- 31 décembre : Jean Catta, peintre et aquarelliste français (° 2 février 1913),
- ? :
  - Paul Bazé, peintre français (° 28 décembre 1901),
  - Robert Bluteau, peintre et dessinateur français (° 1914),
  - Max Camis, illustrateur et peintre français (° 1890),
  - Auguste Denis-Brunaud, peintre français (° 13 janvier 1903),
  - Charlotte Henschel, peintre française d'origine allemande (° 1905),
  - Giuseppe Pognante, peintre italien (° 1er février 1894).